# Rhinolophus hilli
Rhinolophus hilli (Aellen, 1973) è un Pipistrello della famiglia dei Rinolofidi endemico del Ruanda.

## Descrizione

### Dimensioni
Pipistrello di medie dimensioni, con la lunghezza della testa e del corpo di 92 mm, la lunghezza dell'avambraccio tra 54,2 e 54,3 mm, la lunghezza della coda di 29,3 mm, la lunghezza del piede di 12,2 mm, la lunghezza delle orecchie di 28,5 mm e un peso fino a 16,5 g.

### Aspetto
La pelliccia è piuttosto lunga, soffice e lanosa. Il colore generale del corpo è marrone scuro. Le orecchie sono di dimensioni normali, appuntite e con circa 9 pieghe trasversali nella parte interna del padiglione auricolare. L'antitrago è molto grande. La foglia nasale presenta una lancetta triangolare, la sella priva di peli, rivolta all'insù, con i margini concavi e il processo connettivo notevolmente ridotto, basso e concavo. Le narici sono inserite in due grossi lobi circolari. Sono inoltre presenti delle fogliette laterali e un incavo ben sviluppato nella porzione anteriore. Il labbro inferiore è attraversato da un solco longitudinale profondo e da due laterali indistinti. Le membrane sono grigio scure. La prima falange del quarto dito è relativamente lunga. La coda è lunga ed inclusa completamente nell'ampio uropatagio.

## Biologia

### Alimentazione
Si nutre di insetti.

### Riproduzione
Una femmina gravida con un embrione è stata catturata in agosto.

## Distribuzione e habitat
Questa specie è conosciuta soltanto attraverso due individui catturati nel Parco Nazionale di Nyungwe, nella Rift Valley Albertina, nel Ruanda occidentale.
Vive nelle foreste montane tra 1.750 e 2.512 metri di altitudine.

## Conservazione
La IUCN Red List, considerato l'areale estremamente ridotto, la presenza di tutti gli esemplari in un'unica località dove è presente un continuo declino nell'estensione e nella qualità del proprio habitat e la possibile caccia da parte dell'uomo, classifica R.hilli come specie in grave pericolo (CR).